# American String Quartet
L'American String Quartet est un quatuor à cordes américain fondé en 1974.

## Historique
L'American String Quartet est un quatuor à cordes fondé en 1974 par quatre étudiants de la Juilliard School de New York,.
Les membres fondateurs de l'ensemble sont les violonistes Martin Foster et Laurie Carney, l'altiste Robert Becker et le violoncelliste David Geber,.
En 1975, le quatuor remporte le Concours Colemann et le prix Naumburg. À ses débuts en résidence au Festival d'Aspen, la formation est ensuite en résidence au Conservatoire Peabody de Baltimore puis, à compter de 1984, à la Manhattan School of Music de New York,.
L'ensemble fait principalement carrière aux États-Unis mais se produit également en Amérique du Sud et en Europe, donnant notamment une intégrale des quatuors de Beethoven à Mexico puis en Israël.
Parmi les collaborateurs du quatuor figurent des artistes tels Emanuel Ax, Yefim Bronfman, Murray Perahia, Lynn Harrell ou Pinchas Zukerman. En 2016, l'ensemble travaille aussi avec Salman Rushdie sur un projet autour du roman L'Enchanteresse de Florence de l'écrivain.
L'American String Quartet connaît plusieurs remaniements, même si le poste de second violon est toujours occupé par la fondatrice Laurie Carney : au premier violon se succèdent ainsi Mitchell Stern et Peter Winograd (fils du violoncelliste du Quatuor Juilliard) depuis 1990, à l'alto Daniel Avshalomov depuis 1976 et au violoncelle Margo Tatgenhorst à partir de 2002 puis Wolfram Koessel à compter de 2006.

## Membres
Les membres de l'ensemble sont, :
- premier violon : Martin Foster (1974-1980), puis Mitchell Stern (1980-1990), enfin Peter Winograd (depuis 1990) ;
- second violon : Laurie Carney ;
- alto : Robert Becker (1974-1976), puis Daniel Avshalomov (depuis 1976) ;
- violoncelle : David Geber (1974-2002), puis Margo Tatgenhorst (2002-2006), enfin Wolfram Koessel (depuis 2006).

## Instruments
Les instruments du quatuor sont des violons de Giovanni Maria del Bussetto (Crémone, 1675) et Carlo Tononi (Venise, 1763), un alto d'Andrea Amati (Crémone, 1568) et un violoncelle de Giovanni Cavani (Modène, 1917),.

## Créations
Très investi dans le domaine de la musique contemporaine, l'American String Quartet est le créateur de plusieurs œuvres, de Claus Adam (en) (Quatuor no 2, 1979), Curt Cacioppo (en) (A distant Voice Calling, 2002), Richard Danielpour (Quatuor no 4, 2001), Kenneth Fuchs (en), Tobias Picker, Robert Sirota (en), Lester Trimble (en) (Quatuor no 3, 1980) et George Tsontakis (Quatuor no 4, dédicataire, 1989), notamment,. 

## Discographie
Le legs discographique de l'American String Quartet comprend pour Music Masters une intégrale des quatuors de Mozart réalisée sur l'ensemble d'instruments Stradivari rassemblés par Herbert R. Axelrod, pour Nonesuch les deux quatuors de Prokofiev et le Concerto pour quatuor et orchestre de Schoenberg, ainsi que des gravures Berg-Webern-Schubert et Dvořák-Sirota-Barber.  
Du côté de la musique contemporaine, le quatuor a enregistré des partitions signées Corigliano, Cacioppo, Tsontakis, Danielpour et Fuchs.  